# ادبيان (عمان)
ادبيان منطقة سكنية تقع في لواء ناعور، محافظة العاصمة في الأردن. تنتمي المنطقة لقضاء ناعور الذي يضم 15 منطقة. يقدر عدد سكانها بـ 1939 نسمة حسب إحصاء 2015.

## الوصلات الخارجية
- دائرة الاحصاءات العامة